# Coria, Cáceres
Coria là một đô thị trong tỉnh Cáceres, Extremadura, Tây Ban Nha. Theo điều tra dân số 2005 (INE), đô thị này có dân số là 12947 người.

## Biến động dân số
| 1991  | 1996  | 2001  | 2007  |
| ----- | ----- | ----- | ----- |
| 11108 | 11900 | 12086 | 12767 |

39°59′B 6°32′T / 39,983°B 6,533°T